# Dun Ardifuir I
Dun Ardifuir I (auch Ardifuar) liegt, durch natürliche Geländegegebenheiten wenig unterstützt, am linken Ufer des Ardifuir Burn in der Nähe der Farm und der Cup-and-Ring-Markierungen von Ardifuir. Es ist ein gut erhaltenes Dun, das nahe der Küste, südwestlich von Kilmartin in der Council Area Argyll and Bute in Schottland liegt und 1904 ausgegraben wurde.
Die Anlage ist als Scheduled Monument geschützt.

## Beschreibung
Das runde Dun hat ungefähr 19 m Innendurchmesser und besteht aus einer Trockenmauer von maximal 3,5 m Dicke. Fast der komplette Kreis ist sowohl auf der Innen- als auch auf der Außenseite intakt. Beide Seiten der Mauer bestehen aus ausgewählten Blöcken von einheitlicher Form. Die Mauer hat ihre maximale Höhe im Nordwesten, wo sie auf der Außenseite ungefähr drei Meter hoch ist. Innen erhebt sie sich 2,6 m über dem Niveau des Interieurs. In einer Durchschnittshöhe von 1,8 m bildet die Mauer einen Sims, der im Nordosten am besten erhalten ist, wo er 0,3 m breit ist.

## Der Durchgang
Der im Südwesten liegende Zugang hat etwa 1,8 m von der Außenkante einen Absatz. Der Gang ist an der Außenseite 2,0 m breit und erweitert sich hinter dem Absatz auf 2,8 m. Es gibt keine Spur eines Pfostenloches oder einer Türverriegelung durch Holzbalken. Der Durchgang besitzt am inneren Ende einen massiven Schwellenstein, der sich ungefähr 0,3 m über den gepflasterten Fußboden erhebt.

## Nische, Treppe
Eine 0,8 m breite und 0,75 m hohe Öffnung, die 0,6 m über dem Pflaster liegt, ermöglicht im inneren Bereich, in der Südwand des Ganges den Zugang zu einer ovalen Zelle. Vier Stufen führen abwärts zu der nur 1,0 × 0,8 m großen Zelle. Sie kann 2,0 m hoch gewesen sein. Ihre Wände verlaufen bis in etwa 1,0 m Höhe vertikal, bevor sie vorspringen und das Unterteil eines Kraggewölbes bilden.
Nördlich des Zugangs zu Dun liegt ein Zugang ins Innere der Wand, der nach rechts abknickt und zu einer Treppe mit 13 Stufen führt, die auf die Mauerkrone führt. 

## Der Innenraum
Exzentrisch zur äußeren Mauer liegt innerhalb des Duns eine zweite, niedrige runde Mauer aus Platten, die als Rand für eine Plattform aus Erde und Steinen dient, die den äußeren Teil des Innenraumes bis zur Mauer ausfüllt. Die freie Höhe der Platten beträgt 0,8 m. Sie definieren einen Kreis von ungefähr 15 m Durchmesser. Der Zweck dieser Aufhöhung ist unklar.

## Die Funde
Die Ausgrabung bestand hauptsächlich im Beseitigen des Schuttes aus dem Innenraum. Es gibt keine Aufzeichnung der Schichtungen. Es scheinen aber keine Strukturen, wie Herde oder Pfostenlöcher bemerkt worden zu sein. Die Kleinfunde bestanden aus einem Bronzering, perforierten Scheiben, einem Sandsteinobjekt, vier Schleifsteinen, einem Schmelztiegelbruchstück, einer polierten Steinaxt, einer Steinform und einem Bruchstück von Terra Sigillata (wahrscheinlich aus dem 2. Jahrhundert n. Chr.). Eine gräuliche-weiße Randscherbe, die als Teil eines römischen Tellers angesehen wurde, ist als Bruchstück kontinentaler E-Ware identifiziert worden. Die Funde sind jetzt im Königlichen Museum Schottlands, in Edinburgh.
Dun Ardifuir II liegt in der Nähe und ist ein stark zerstörtes Dun.